# Vodeo.tv
vodeo.tv est une banque de programmes de vidéo à la demande (VOD) disponible en streaming créée en 2004 éditée par La Banque audiovisuelle. Elle propose plus de quatre mille reportages et documentaires qui peuvent être visionnés légalement moyennant paiement. En décembre 2008, Skreenhouse Factory, filiale spécialisée dans les activités audiovisuelles du Groupe Figaro rachète La Banque Audiovisuelle, la société éditrice de vodeo.tv, cette filiale doit permettre par la suite de développer le portail lefigaro.tv.
le 14 décembre 2016, le service annonce sur son site internet « Chers Membres, Vodéo.tv fermera définitivement le 31 décembre » .

## Annexe